# 拉比西耶尔 (卢瓦雷省)
拉比西耶尔（法語：La Bussière，法語發音：[la bysjɛʁ]）是法国卢瓦雷省的一个市镇，位于该省东南部，属于奥尔良区。

## 地理
拉比西耶尔（47°44'44"N, 2°45'3"E）面积35.23 平方千米，位于法国中央-卢瓦尔河谷大区卢瓦雷省，该省份为法国中北部省份，北起埃松省，西北接厄尔-卢瓦省，西南接卢瓦-谢尔省，南至涅夫勒省和谢尔省，东临约讷省，东北接塞纳-马恩省。
与拉比西耶尔接壤的市镇（或旧市镇、城区）包括：布瓦莫朗、阿东、埃斯克里涅勒、日安、特雷泽河畔乌祖埃。
拉比西耶尔的时区为UTC+01:00、UTC+02:00（夏令时）。

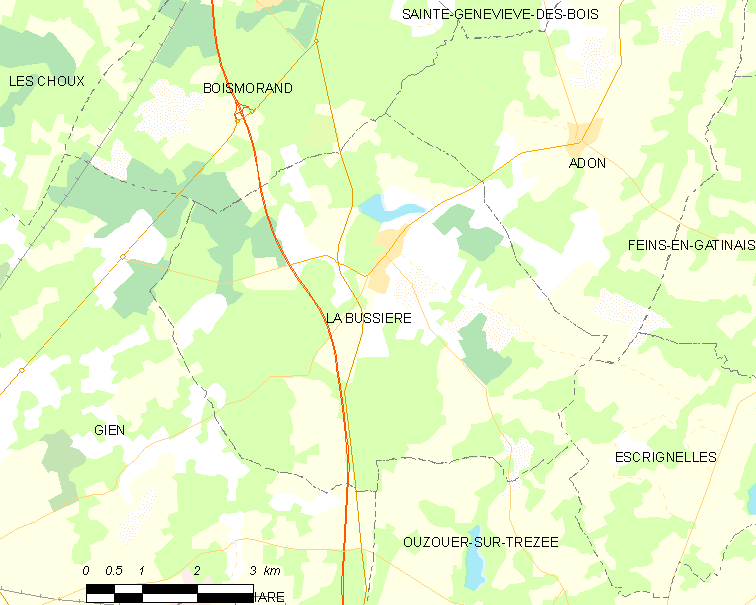
拉比西耶尔的OSM定位图

## 行政
拉比西耶尔的邮政编码为45230，INSEE市镇编码为45060。

## 政治
拉比西耶尔所属的省级选区为日安县。

## 交通
法国国家A77号高速公路经过境内但未设出入口，卢瓦雷省省道D43线、D47线、D622线、D707线和D2007线在拉比西耶尔境内交汇。

## 人口

1962-2008年间拉比西耶尔人口变化图示

拉比西耶尔于2022年1月1日时的人口数量为761人。